# Mauger de Ruan
Mauger de Ruán (Malgerius Rothomagensis en latín) (n. después de 1017- † antes de 1060) fue un noble normando, arzobispo de Ruan (1037-1055).

## Familia
Hijo de Ricardo II de Normandía y de la segunda esposa de éste, Papia de Envermeu († después de 1047), que descendía de la familia Talou. Tuvo un hijo llamado Miguel († después de 1127), caballero que en su vejez fue tratado con honor por su pariente Enrique I de Inglaterra.

## Biografía
Miembro importante de la casa de Normandía, creció en la abadía de Fécamp y se convirtió en uno de los adversarios más feroces de su joven sobrino Guillermo II de Normandía –el Conquistador de Inglaterra-, cuyo ascenso al principado (1035) fue cuestionado por numerosos barones, muchos de los cuales eran sus parientes paternos.
En 1037, a pesar de su juventud, Mauger fue hecho arzobispo de Ruan, y sucedió como tal a su tío Roberto el Danés.
Primero se opuso al casamiento de su sobrino con Matilde de Flandes (hacia 1050/51), y entre 1052 y 1054 se manejó como un príncipe rebelde, atrayendo contra Normandía una invasión franco-angevina para derrocar a Guillermo. Su hermano Guillermo de Talou, conde de Arques, también participó de la rebelión, pero Guillermo lo derrotó en una batalla cerca de Arques, en 1053, después de la cual Talou se exilió en Boulogne.
Más tarde, las huestes ducales vencieron en la batalla de Mortemer (1054), donde derrotaron la invasión de Enrique I de Francia y Godofredo II de Anjou, de suerte que la situación de Mauger se volvió muy crítica.
Habida cuenta de su oposición al matrimonio ducal y de su alianza con los enemigos de Guillermo, éste convocó el concilio de Lisieux a propósito de destituirlo (mayo de 1055). Guillermo intentaba afirmar su poder y desterrar a los rebeldes –en particular, sus parientes paternos-, pero también trataba de llevar a cabo la reforma gregoriana en la Iglesia normanda.
No obstante haber convocado Mauger, muchos años antes, un concilio a propósito de condenar la simonía, cuando todavía el papa no había lanzado la reforma, su conducta privada y política –se manejaba como un señor feudal, lo que en verdad era, habida cuenta de sus muchas posesiones y alianzas-, lo había llevado a oponerse a la autoridad papal, hecho del que se valió Guillermo para conseguir su destitución.
En presencia de Hermenfroi, legado del papa, Mauger, calificado de libertino y borracho, fue acusado de concubinato, de enriquecerse a costa de vender los cálices y cruces, y de oponerse constantemente al poder del duque. Resultó destituido y desterrado a la isla de Guernesey, donde al parecer se ahogó mientras estaba bebido. Se lo enterró en Cherburgo.
A decir del escritor normando Wace, Mauger practicaba el ocultismo, y poseía un diablito llamado Toreit, que obedecía sus órdenes y nadie podía ver.